# Добрушин Ієхезкель Мойсейович
Ієхезкель Мойсейович Добрушин (10 грудня 1883, с. Мутин, Сумська область — 11 серпня 1953, селище Абезь, Комі) — єврейський драматург, театрознавець та педагог. Писав мовою їдиш.

## Біографія
Отримав традиційну єврейську освіту. У 1902—1909 роках вивчав право в університеті Сорбонна (Париж). Після цього перебрався до Києва. Один із засновників єврейської організації Культур-Ліга.
З 1920 року викладає в Комуністичному університеті національних меншин Заходу, Другому Московському університеті, театральному училищі Московського державного єврейського театру (з 1948 — професор).
З 1942 року член історичної комісії Єврейського антифашистського комітету.
Був заарештований у лютому 1949 року, загинув в ув'язненні.

## Творчість
Перші літературні твори почав писати з 1910 року, в основному вірші, одноактні п'єси, прозаїчні етюди. Згодом перекладав на їдиш твори В. Гюго, А. Франса. Займався дослідженням єврейської драматургії. Один із засновників єврейського музичного фольклору. Інсценував прозорі твори та виконував сценічну обробку інших авторів,